# Dawsonia superba
Dawsonia superba Grev. è un muschio della famiglia delle Polytrichaceae, diffuso in Nuova Zelanda e Australia.

## Descrizione
È il più grande esemplare di muschio conosciuto, può raggiungere 50 cm di altezza.

## Distribuzione e habitat
È un tipico colonizzatore di foreste umide.